# Kaç para kaç
Kaç para kaç é um filme de drama turco de 1999 dirigido e escrito por Reha Erdem. Foi selecionado como representante da Turquia à edição do Oscar 2000, organizada pela Academia de Artes e Ciências Cinematográficas.

## Elenco
- Taner Birsel - Selim
- Bennu Yıldırımlar - Ayla
- Zuhal Gencer - Nihal